# صوف قطني

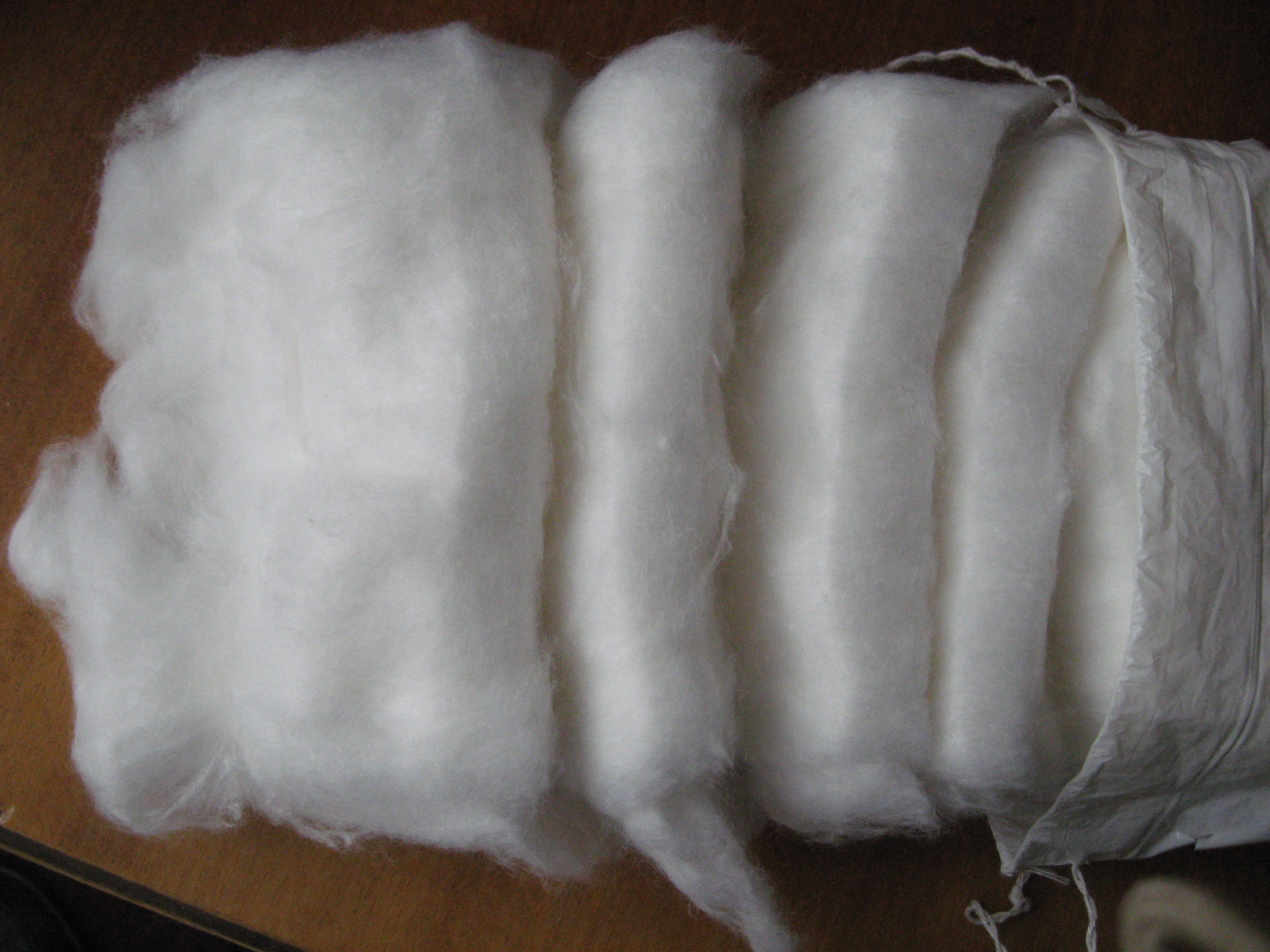
الصوف القطني

الصوف القطني يتكون من ألياف حريرية مأخوذة من نباتات القطن في حالتها الخام.حيث تُزال الشوائب مثل البذور، ثم يُبيض القطن ويُعقم. إنه أيضًا منتج مكرر ( مشتق من النفط الخام ) (قطن ماص في الاستخدام الأمريكي) له استخدامات طبية وتجميلية والعديد من الاستخدامات العملية الأخرى. كان أول استخدام طبي للصوف القطني من قبل الدكتور جوزيف سامبسون جامجي في مستشفى كوينز (لاحقًا المستشفى العام) في برمنغهام، إنجلترا.